# جون غيليز (موسيقي)
جون غيليز (بالإنجليزية: John Gillies)‏ هو موسيقي أسترالي، ولد في 1960 في Beaudesert, Queensland ‏ في أستراليا.